# Франческа Генна
Франческа Генна (нар. 1967, Марсала) — італійський графік і художник.

Франческа Генна народилася в 1967 році в Марсалі, Сицилія, і почала займатися живописом на Accademia di Belle Arti di Venezia, а потім вивчала друкарську роботу в Scuola Internazionale per la Grafica d'Arte Il Bisonte у Флоренції.

Генна почала виставляти в Італії в 1985 році. У 1990-х роках її гравюри були представлені на великих виставках у Німеччині, Швейцарії, Франції, Італії та США. Ранні роботи включають «Пейзаж», Тоскана (1993), надрукований на ручній роботі з широкими колодами.
У 1998 році було проведено Деревознавство, Тоскана, надруковане на ручній роботі. Велика гравюра була створена методами акватинтів та сухих точок, вивчаючи текстуру разом із світлом і тіні.
Генна займала звання професора гравірувальної техніки в Accademia di Belle Arti di Palermo з 2001 року. З 2004 року її дослідницькі інтереси зосереджені на розробці екологічно-стійких методів травлення, теми, над якою вона широко публікувала та читала лекції, і на книжку художника як режим міжнародного, міждисциплінарного обміну. З колегою Карлою Горат, Генна заснувала Архіваріат ді-д'Артисти Хорт-Генни в Академії ді Белле-арт-ді-Палермо як сховище для книг художників, створених у зв'язку з програмами академії.
У 2003 році вона повернулася, щоб жити на Сицилії. Окрім двох опублікованих книг, вона широко читала лекції з презентаціями в Політехнічному університеті Валенсії (2010 р.), Accademia di Belle Arti у Римі (2013 р.) Та Академії образотворчого мистецтва, Нюрнберг (2016 р.).
Виставка фресок Франчески Генни була організована Асоціацією Італійської Архітектури та Критики в галереї Інтерно 14 у Римі у вересні 2016 року.
У 2013 році Франческа Генна отримала європейську премію за життєві пристрасті — La Seconda Luna. Це було визнано її дослідженнями та експериментами з стійкою гравіруванням.